# Liste der Autorenbeteiligungen und Produktionen von Xavier Naidoo
Dies ist eine Übersicht über die Kompositionen und Produktionen des deutschen Musikers, Komponisten und Musikproduzenten Xavier Naidoo. Zu berücksichtigen ist, dass Hitmedleys, Remixe, Live-Aufnahmen oder Neuaufnahmen des gleichen Interpreten nicht aufgeführt werden.

## #
| Jahr | Titel         | Interpret     | Funktion     |
| ---- | ------------- | ------------- | ------------ |
| 1998 | 20′000 Meilen | Xavier Naidoo | Co-Komponist |

## A
| Jahr      | Titel                      | Interpret                                                                       | Funktion                   |
| --------- | -------------------------- | ------------------------------------------------------------------------------- | -------------------------- |
| 2010      | A New Horizon              | Xavier Naidoo feat. Naturally 7                                                 | Co-Komponist, Co-Produzent |
| 2005      | Abgrund                    | Xavier Naidoo                                                                   | Co-Komponist, Co-Produzent |
| 2002      | Abschied nehmen            | Xavier Naidoo                                                                   | Co-Komponist, Co-Produzent |
| 2006      | Abschied nehmen            | Benny Neyman (Songtitel: Afscheid nemen)                                        | Co-Komponist               |
| 2012      | Abschiedsfluss             | Xavas feat. Katja Friedenberg & Dilan Koshnaw                                   | Co-Komponist               |
| 2001 2018 | Adriano (Letzte Warnung)   | Brothers Keepers Samy Deluxe feat. Afrob, Denyo, Xavier Naidoo, Torch & Megaloh | Co-Komponist               |
| 2009      | All the Shakin’            | Andreas Vollenweider & Xavier Naidoo                                            | Co-Komponist               |
| 2002      | Alle Männer müssen kämpfen | Xavier Naidoo                                                                   | Co-Komponist, Co-Produzent |
| 2002      | Alles für den Herrn        | Xavier Naidoo                                                                   | Co-Komponist, Co-Produzent |
| 2009      | Alles kann besser werden   | Xavier Naidoo                                                                   | Co-Komponist               |
| 2009      | Alles lebt                 | Xavier Naidoo                                                                   | Co-Komponist               |
| 2014      | Amoi seg’ ma uns wieder    | Xavier Naidoo                                                                   | Co-Produzent               |
| 2000      | Armageddon                 | Söhne Mannheims                                                                 | Co-Komponist, Co-Produzent |
| 2002      | Auf Herz und Nieren        | Xavier Naidoo                                                                   | Co-Komponist, Co-Produzent |
| 2015      | Auf uns                    | Sing meinen Song Allstars                                                       | Co-Produzent               |
| 2009      | Aufklärungsarbeit          | Xavier Naidoo                                                                   | Co-Komponist               |
| 2012      | Auszubildende der Liebe    | Sing um dein Leben                                                              | Co-Komponist               |
| 2013      | Autonarr                   | Xavier Naidoo                                                                   | Co-Komponist               |

## B
| Jahr | Titel                          | Interpret                    | Funktion                   |
| ---- | ------------------------------ | ---------------------------- | -------------------------- |
| 2004 | Babylon System                 | Söhne Mannheims              | Co-Komponist, Co-Produzent |
| 2011 | Barrikaden von Eden            | Söhne Mannheims              | Co-Komponist, Co-Produzent |
| 2009 | Befreit                        | Xavier Naidoo                | Co-Komponist               |
| 2013 | Bei meiner Seele               | Xavier Naidoo                | Co-Komponist               |
| 2005 | Bereit                         | Brothers Keepers             | Co-Komponist               |
| 2009 | Bettler und König              | Karel Gott mit Xavier Naidoo | Co-Komponist               |
| 2002 | Bevor du gehst                 | Xavier Naidoo                | Co-Komponist, Co-Produzent |
| 2004 | Bevor du gehst                 | Ralph                        | Co-Komponist               |
| 2005 | Bist du am Leben interessiert  | Xavier Naidoo mit Tone       | Co-Komponist               |
| 2005 | Bist du aufgewacht             | Xavier Naidoo                | Co-Komponist, Co-Produzent |
| 2005 | Bitte frag’ mich nicht         | Xavier Naidoo                | Co-Komponist               |
| 2009 | Bitte hör nicht auf zu träumen | Xavier Naidoo                | Co-Komponist               |
| 2011 | Bitte hör nicht auf zu träumen | Adoro                        | Co-Komponist               |
| 2013 | Bitte lieb mich nicht          | Sing um dein Leben           | Co-Komponist               |
| 2014 | Bounce                         | Sandra Nasić                 | Co-Produzent               |
| 2009 | Breite meine Flügel aus        | Vicky Leandros               | Co-Komponist               |
| 2002 | Brief                          | Xavier Naidoo                | Co-Komponist, Co-Produzent |

## C
| Jahr | Titel               | Interpret                           | Funktion                   |
| ---- | ------------------- | ----------------------------------- | -------------------------- |
| 2004 | Can You Feel It?    | Söhne Mannheims                     | Co-Komponist, Co-Produzent |
| 2013 | Colourful Clothes   | Sing um dein Leben                  | Co-Komponist, Co-Produzent |
| 2012 | Couldn’t It Be Love | Sing um dein Leben feat. Rea Garvey | Co-Komponist               |

## D
| Jahr | Titel                                      | Interpret                           | Funktion                   |
| ---- | ------------------------------------------ | ----------------------------------- | -------------------------- |
| 2006 | Danke                                      | Xavier Naidoo                       | Co-Komponist, Co-Produzent |
| 2014 | Danke                                      | Nico Suave feat. Xavier Naidoo      | Co-Komponist               |
| 2013 | Das Aufgebot                               | Xavier Naidoo                       | Co-Komponist               |
| 2008 | Das hat die Welt noch nicht gesehen        | Söhne Mannheims mit Xavier Naidoo   | Co-Komponist, Co-Produzent |
| 2012 | Das letzte Mal                             | Sing um dein Leben feat. Kool Savas | Co-Komponist               |
| 2009 | Das war noch nicht alles                   | Xavier Naidoo                       | Co-Komponist               |
| 2000 | Dein Glück liegt mir am Herzen             | Söhne Mannheims                     | Co-Komponist, Co-Produzent |
| 2004 | Dein Leben                                 | Söhne Mannheims                     | Co-Komponist, Co-Produzent |
| 2013 | Deine Last                                 | Xavier Naidoo feat. Moses Pelham    | Co-Komponist               |
| 2002 | Der Geist ist willig                       | Xavier Naidoo feat. Lunafrow        | Co-Komponist, Co-Produzent |
| 2002 | Der Herr knickt alle Bäume                 | Xavier Naidoo                       | Co-Komponist, Co-Produzent |
| 2009 | Der Kreis                                  | Xavier Naidoo                       | Co-Komponist, Co-Produzent |
| 2013 | Der letzte Blick                           | Xavier Naidoo                       | Co-Komponist               |
| 2012 | Deutschland ist noch nicht verloren        | Xavier Naidoo                       | Co-Komponist               |
| 2021 | Deutschland krempelt die Ärmel hoch        | Hannes & Xavier                     | Co-Komponist               |
| 2009 | Die betroffenen Gebiete                    | Söhne Mannheims                     | Co-Komponist, Co-Produzent |
| 2002 | Die Dinge singen hör’ ich so gern          | Xavier Naidoo                       | Co-Komponist, Co-Produzent |
| 2004 | Die Legende                                | Söhne Mannheims                     | Co-Komponist, Co-Produzent |
| 2014 | Die Liste                                  | Andreas Gabalier                    | Co-Produzent               |
| 2004 | Die Zeit des Wartens                       | Yvonne Catterfeld                   | Co-Komponist, Co-Produzent |
| 2012 | Die Zukunft trägt meinen Namen             | Xavas                               | Co-Komponist               |
| 2012 | Dies muss es werden                        | Sing um dein Leben                  | Co-Komponist               |
| 2005 | Dieser Weg                                 | Xavier Naidoo                       | Co-Komponist               |
| 2008 | Dieser Weg                                 | Adoro                               | Co-Komponist               |
| 2014 | Dieser Weg                                 | Andreas Gabalier                    | Co-Komponist, Co-Produzent |
| 2011 | Dir gegenüber stehn                        | Söhne Mannheims                     | Co-Komponist, Co-Produzent |
| 2002 | Don’t Give Up                              | Xavier Naidoo                       | Co-Komponist, Co-Produzent |
| 2002 | Don’t Go Now                               | Xavier Naidoo                       | Co-Komponist, Co-Produzent |
| 2012 | Du bereicherst mich                        | Xavas                               | Co-Komponist               |
| 2012 | Du bist da für mich                        | Sing um dein Leben                  | Co-Komponist               |
| 2014 | Du bist das Licht                          | Xavier Naidoo                       | Co-Produzent               |
| 2011 | Du bist ein Mensch                         | Bushido feat. Xavier Naidoo         | Co-Komponist               |
| 2003 | Du bist nicht allein                       | Zeichen der Zeit                    | Co-Komponist               |
| 2005 | Du bist wie ein Segen                      | Xavier Naidoo                       | Co-Komponist               |
| 2015 | Du hast mein Herz gebrochen                | Wirtz                               | Co-Produzent               |
| 2012 | Du wirst sehen / Gespaltene Persönlichkeit | Xavas                               | Co-Komponist               |

## E
| Jahr | Titel                                 | Interpret               | Funktion                   |
| ---- | ------------------------------------- | ----------------------- | -------------------------- |
| 1998 | Eigentlich gut                        | Xavier Naidoo           | Co-Komponist               |
| 2004 | Ein weiterer Morgen                   | Zeichen der Zeit        | Co-Komponist, Co-Produzent |
| 2012 | Engel                                 | Sing um dein Leben      | Co-Komponist               |
| 1998 | Ernten was man sät                    | Xavier Naidoo           | Co-Komponist               |
| 2009 | Es ist wahr                           | Cassandra Steen         | Co-Komponist               |
| 2001 | Etwas Ähnliches find ich nicht wieder | Edo Zanki & Friends     | Co-Komponist               |
| 2009 | Europa                                | Xavier Naidoo           | Co-Komponist               |
| 2003 | Exterminate                           | Snap! vs. Xavier Naidoo | Co-Komponist, Co-Produzent |
| 2002 | Eyes R Shut                           | Xavier Naidoo           | Co-Komponist, Co-Produzent |

## F
| Jahr | Titel                         | Interpret                                | Funktion                   |
| ---- | ----------------------------- | ---------------------------------------- | -------------------------- |
| 2012 | Form von Liebe                | Xavas                                    | Co-Komponist               |
| 2011 | Freiheit                      | Söhne Mannheims                          | Co-Komponist, Co-Produzent |
| 2014 | From Zero to Hero             | Sasha                                    | Co-Produzent               |
| 1998 | Führ mich ans Licht           | Xavier Naidoo                            | Co-Komponist               |
| 2011 | Für dich                      | Söhne Mannheims                          | Co-Komponist, Co-Produzent |
| 2009 | Für dich öffnen sich die Tore | Xavier Naidoo                            | Co-Komponist               |
| 2004 | Für immer und dich            | Marianne Rosenberg feat. Söhne Mannheims | Co-Produzent               |

## G
| Jahr | Titel                  | Interpret           | Funktion                   |
| ---- | ---------------------- | ------------------- | -------------------------- |
| 2012 | Gegen die Freundschaft | Xavas               | Co-Komponist               |
| 2000 | Geh davon aus…         | Söhne Mannheims     | Co-Komponist, Co-Produzent |
| 2009 | Gib dich nicht auf     | Xavier Naidoo       | Co-Komponist, Co-Produzent |
| 2001 | Gib mir Musik          | Edo Zanki & Friends | Co-Komponist               |
| 2009 | Goldwaagen / Goldwagen | Xavier Naidoo       | Co-Komponist, Co-Produzent |
| 2002 | Gut aufgepasst         | Xavier Naidoo       | Co-Komponist, Co-Produzent |

## H
| Jahr | Titel                   | Interpret                       | Funktion                   |
| ---- | ----------------------- | ------------------------------- | -------------------------- |
| 2014 | Hallelujah              | Xavier Naidoo                   | Co-Produzent               |
| 2009 | Halte durch             | Xavier Naidoo                   | Co-Komponist               |
| 2019 | Hast du jemals          | Vanessa Mai feat. Xavier Naidoo | Co-Komponist               |
| 2015 | Hey                     | Yvonne Catterfeld               | Co-Produzent               |
| 2021 | Heimat                  | Die Konferenz                   | Co-Komponist               |
| 2011 | Hier kommen die Söhne   | Söhne Mannheims                 | Co-Komponist, Co-Produzent |
| 2002 | Himmel über Deutschland | Xavier Naidoo                   | Co-Komponist, Co-Produzent |
| 2013 | Höchste Zeit            | Xavier Naidoo                   | Co-Komponist               |
| 2009 | Holt die Seeleute heim  | Xavier Naidoo                   | Co-Komponist               |
| 2013 | Hört, hört              | Xavier Naidoo                   | Co-Komponist               |

## I
| Jahr | Titel                                      | Interpret                              | Funktion                   |
| ---- | ------------------------------------------ | -------------------------------------- | -------------------------- |
| 2005 | I Don’t Know Why                           | Xavier Naidoo, Don Abi & Jah Meek      | Co-Komponist, Co-Produzent |
| 2014 | I Feel Lonely                              | Sarah Connor                           | Co-Produzent               |
| 2013 | Ich bin da                                 | Sing um dein Leben                     | Co-Komponist               |
| 2012 | Ich bin ich                                | Xavas                                  | Co-Komponist               |
| 2009 | Ich brauche dich                           | Xavier Naidoo                          | Co-Komponist               |
| 2019 | Ich danke allen Menschen                   | Xavier Naidoo                          | Co-Komponist               |
| 2011 | Ich fühl es nicht                          | Cassandra Steen                        | Co-Komponist               |
| 2004 | Ich geh mit dir                            | Söhne Mannheims                        | Co-Komponist, Co-Produzent |
| 2007 | Ich gehör nicht dir                        | Bass Sultan Hengzt feat. Xavier Naidoo | Co-Komponist, Co-Produzent |
| 1998 | Ich kann dich sehen                        | Xavier Naidoo feat. Sabrina Setlur     | Co-Komponist               |
| 2009 | Ich kann nicht weinen                      | Xavier Naidoo                          | Co-Komponist               |
| 2003 | Ich kenne nichts (das so schön ist wie du) | RZA feat. Xavier Naidoo                | Co-Komponist, Co-Produzent |
| 2004 | Ich kenne nichts (das so schön ist wie du) | Sebastian                              | Co-Komponist               |
| 2002 | Ich lass sie sterben                       | Xavier Naidoo                          | Co-Komponist, Co-Produzent |
| 2011 | Ich lasse jetzt los                        | Cassandra Steen                        | Co-Komponist               |
| 2011 | Ich lern was über dich                     | Söhne Mannheims                        | Co-Komponist, Co-Produzent |
| 2021 | Ich mach da nicht mit                      | Rapbellions                            | Co-Komponist               |
| 2006 | Ich trage dich                             | Zeichen der Zeit                       | Co-Komponist               |
| 2011 | Ich tue es…                                | Söhne Mannheims                        | Co-Komponist, Co-Produzent |
| 2009 | Ich warte bis du kommst                    | Xavier Naidoo                          | Co-Komponist, Co-Produzent |
| 2009 | Ich wollt nur deine Stimme hörn            | Söhne Mannheims                        | Co-Komponist, Co-Produzent |
| 2002 | I’d Be Waiting                             | Xavier Naidoo                          | Co-Komponist, Co-Produzent |
| 2000 | Ihr wisst nicht wo der Himmel ist          | Söhne Mannheims                        | Co-Komponist, Co-Produzent |
| 2004 | Im Interesse unserer Gemeinschaft          | Söhne Mannheims                        | Co-Komponist, Co-Produzent |
| 2009 | I’m There                                  | Söhne Mannheims                        | Co-Komponist, Co-Produzent |
| 2010 | Immer noch                                 | Yvonne Catterfeld                      | Co-Komponist               |
| 2005 | In deine Hände                             | Xavier Naidoo                          | Co-Komponist, Co-Produzent |
| 2014 | In diesem Moment                           | Sandra Nasić                           | Co-Produzent               |
| 2005 | In meinen Armen                            | Katja Ebstein                          | Co-Komponist               |
| 2009 | In Too Deep                                | Xavier Naidoo                          | Co-Komponist               |
| 2009 | Intro: Du musst es nicht tun               | Xavier Naidoo                          | Co-Komponist               |
| 2004 | Is This the Point                          | Orange Blue                            | Co-Komponist               |
| 2011 | Ist es wahr (Aim High)                     | Söhne Mannheims                        | Co-Komponist, Co-Produzent |
| 2003 | I’ve Never Seen                            | RZA feat. Xavier Naidoo                | Co-Komponist, Co-Produzent |
| 2009 | Iz On                                      | Söhne Mannheims                        | Co-Komponist, Co-Produzent |

## J
| Jahr | Titel               | Interpret       | Funktion                   |
| ---- | ------------------- | --------------- | -------------------------- |
| 2000 | Jah Is Changing All | Söhne Mannheims | Co-Komponist, Co-Produzent |
| 2009 | Junges Deutschland  | Söhne Mannheims | Co-Komponist, Co-Produzent |

## K
| Jahr | Titel                     | Interpret       | Funktion                   |
| ---- | ------------------------- | --------------- | -------------------------- |
| 2014 | Keep Moving On            | Söhne Mannheims | Co-Komponist               |
| 2002 | Keep Your Eyes on Me      | Xavier Naidoo   | Co-Komponist, Co-Produzent |
| 2002 | Kein Königreich           | Xavier Naidoo   | Co-Komponist, Co-Produzent |
| 2014 | Keiner ist wie du         | Sarah Connor    | Co-Produzent               |
| 2011 | Kill All Psychopaths      | Söhne Mannheims | Co-Komponist, Co-Produzent |
| 2002 | Klagelieder               | Xavier Naidoo   | Co-Komponist, Co-Produzent |
| 2002 | Kleines Lied (Kinderlied) | Xavier Naidoo   | Co-Komponist, Co-Produzent |
| 2000 | Komm’ heim                | Söhne Mannheims | Co-Komponist, Co-Produzent |
| 2004 | König der Könige          | Söhne Mannheims | Co-Komponist, Co-Produzent |
| 2009 | Königin                   | Xavier Naidoo   | Co-Komponist, Co-Produzent |
| 2009 | Kraft unsres Amtes        | Söhne Mannheims | Co-Komponist, Co-Produzent |
| 2016 | Kristallnacht             | Samy Deluxe     | Co-Produzent               |

## L
| Jahr | Titel                        | Interpret                           | Funktion                   |
| ---- | ---------------------------- | ----------------------------------- | -------------------------- |
| 2011 | Lange genug Zeit             | Cassandra Steen                     | Co-Komponist               |
| 2012 | Lass mich in dein Handy rein | Sing um dein Leben                  | Co-Komponist               |
| 2009 | Lass mich nicht hier         | Cassandra Steen feat. Xavier Naidoo | Co-Komponist               |
| 2012 | Lass nicht los               | Xavas                               | Co-Komponist               |
| 2009 | Liebe bringt den Schmerz     | Vicky Leandros feat. Xavier Naidoo  | Co-Komponist               |
| 2004 | Liebe war es nicht           | Yvonne Catterfeld                   | Co-Komponist, Co-Produzent |
| 2001 | Lied (Du nur, du)            | Ben Becker & Xavier Naidoo          | Co-Komponist, Co-Produzent |
| 2012 | Lied vom Leben               | Xavas                               | Co-Komponist               |
| 2009 | Life                         | Söhne Mannheims                     | Co-Komponist, Co-Produzent |
| 2014 | Living on the Edge           | Söhne Mannheims                     | Co-Komponist, Co-Produzent |
| 2011 | LMS 2012                     | Xavier Naidoo & Kool Savas          | Co-Komponist               |
| 2011 | Lonely                       | Söhne Mannheims                     | Co-Komponist, Co-Produzent |
| 2009 | Long and Winding Road        | Xavier Naidoo                       | Co-Komponist               |

## M
| Jahr | Titel                   | Interpret                      | Funktion                   |
| ---- | ----------------------- | ------------------------------ | -------------------------- |
| 2002 | Mägde und Knechte       | Xavier Naidoo                  | Co-Komponist, Co-Produzent |
| 2017 | Marionetten             | Söhne Mannheims                | Co-Komponist               |
| 2012 | Mehr als sie            | Xavas feat. Olli Banjo         | Co-Komponist, Co-Produzent |
| 2003 | Mein Name ist Mensch    | Söhne Mannheims                | Co-Produzent               |
| 2010 | Mein Weltbild           | Olli Banjo feat. Xavier Naidoo | Co-Komponist               |
| 2009 | Meine Muse              | Xavier Naidoo mit Olli Banjo   | Co-Komponist               |
| 2000 | Meine Stadt             | Söhne Mannheims                | Co-Komponist, Co-Produzent |
| 1998 | Mich belogen            | Xavier Naidoo                  | Co-Komponist               |
| 2013 | Mit geschlossenen Augen | Sing um dein Leben             | Co-Komponist               |
| 2015 | Mitten unterm Jahr      | Xavier Naidoo                  | Co-Produzent               |
| 2009 | Möge der Himmel         | Vicky Leandros                 | Co-Komponist               |
| 2009 | Mut zur Veränderung     | Xavier Naidoo mit Danny Fresh  | Co-Komponist               |
| 2011 | My Child                | Rea Garvey feat. Xavier Naidoo | Co-Komponist               |

## N
| Jahr | Titel                 | Interpret                        | Funktion                   |
| ---- | --------------------- | -------------------------------- | -------------------------- |
| 2011 | Neustart              | Söhne Mannheims                  | Co-Komponist, Co-Produzent |
| 1998 | Nicht von dieser Welt | Xavier Naidoo                    | Co-Komponist               |
| 2019 | Nur mit dir           | Shirin David feat. Xavier Naidoo | Co-Komponist               |

## O
| Jahr | Titel           | Interpret       | Funktion                   |
| ---- | --------------- | --------------- | -------------------------- |
| 2011 | Oben oder unten | Söhne Mannheims | Co-Komponist, Co-Produzent |
| 2005 | Oh My Lady      | Xavier Naidoo   | Co-Komponist               |
| 2014 | Open Your Eyes  | Sasha           | Co-Produzent               |

## P
| Jahr | Titel            | Interpret       | Funktion                |
| ---- | ---------------- | --------------- | ----------------------- |
| 2000 | Peace geht aus   | Söhne Mannheims | Komponist, Co-Produzent |
| 2013 | Phrasen für dich | Xavier Naidoo   | Co-Komponist            |
| 2011 | Prophetin        | Cassandra Steen | Co-Komponist            |

## R
| Jahr | Titel                    | Interpret                          | Funktion                   |
| ---- | ------------------------ | ---------------------------------- | -------------------------- |
| 1999 | Rage Against the Machine | Illmatic feat. Zac & Xavier Naidoo | Co-Komponist               |
| 2009 | Raus aus dem Reichstag   | Xavier Naidoo                      | Co-Komponist, Co-Produzent |
| 2014 | Ruhe vor dem Sturm       | Söhne Mannheims                    | Co-Komponist               |
| 2009 | Ruth Maude               | Xavier Naidoo                      | Co-Komponist, Co-Produzent |

## S
| Jahr | Titel                                 | Interpret                                       | Funktion                   |
| ---- | ------------------------------------- | ----------------------------------------------- | -------------------------- |
| 1998 | Sag es laut                           | Xavier Naidoo                                   | Co-Komponist               |
| 2012 | Satan weiche                          | Xavas                                           | Co-Komponist               |
| 2012 | Schau nicht mehr zurück               | Xavas                                           | Co-Komponist               |
| 2009 | Schiff ahoi                           | Xavier Naidoo                                   | Co-Komponist               |
| 2015 | Schlaflied                            | Andreas Bourani                                 | Co-Produzent               |
| 2010 | Schöner Tod                           | Marg feat. Xavier Naidoo                        | Co-Komponist               |
| 2014 | Second to Die                         | Söhne Mannheims                                 | Co-Komponist               |
| 2005 | Seelenheil                            | Xavier Naidoo                                   | Co-Komponist               |
| 2009 | Sehn wir uns wieder                   | Silbermond                                      | Co-Komponist               |
| 2008 | Sehnsucht                             | Schiller mit Xavier Naidoo                      | Co-Komponist               |
| 2000 | Seine Strassen                        | Xavier Naidoo                                   | Co-Komponist               |
| 2009 | Seltsamer Junge                       | Xavier Naidoo                                   | Co-Komponist, Co-Produzent |
| 2004 | Serious                               | Kool & The Gang feat. Xavier Naidoo & Mousse T. | Co-Komponist               |
| 2009 | Shine Like a Star                     | Xavier Naidoo                                   | Co-Komponist, Co-Produzent |
| 2002 | Sie ist im Viereck angelegt           | Xavier Naidoo                                   | Co-Komponist, Co-Produzent |
| 2009 | Sie kommt zurück                      | Xavier Naidoo                                   | Co-Komponist, Co-Produzent |
| 2005 | Sie sind nicht dafür                  | Xavier Naidoo                                   | Co-Komponist               |
| 2009 | Sie verdienen einen besonderen Schutz | Xavier Naidoo                                   | Co-Komponist               |
| 1999 | Skillz                                | Illmatic feat. Xavier Naidoo & Moses Pelham     | Co-Komponist               |
| 2009 | So Calm                               | Xavier Naidoo                                   | Co-Komponist               |
| 2013 | So schön wie früher                   | Xavier Naidoo                                   | Co-Komponist               |
| 2000 | Sofern du mir nah bist                | Söhne Mannheims                                 | Co-Komponist, Co-Produzent |
| 2009 | Söldnerlied (Drogen und Gold)         | Xavier Naidoo                                   | Co-Komponist               |
| 2009 | Sommerlied                            | Söhne Mannheims                                 | Co-Komponist, Co-Produzent |
| 2001 | Soulmusic                             | Curse feat. Xavier Naidoo                       | Co-Komponist               |
| 2010 | Spiegel                               | Bligg feat. Xavier Naidoo                       | Co-Komponist               |
| 2008 | Stell dir vor                         | Curse mit Xavier Naidoo                         | Co-Komponist               |
| 2009 | Sterne                                | Xavier Naidoo                                   | Co-Komponist               |
| 2013 | Stiller (Teilhaber)                   | Xavier Naidoo                                   | Co-Komponist               |
| 2014 | Sunday Lover                          | Gregor Meyle                                    | Co-Produzent               |

## T
| Jahr | Titel                          | Interpret                  | Funktion                   |
| ---- | ------------------------------ | -------------------------- | -------------------------- |
| 2004 | Tage und Stunden               | Bintia & Xavier Naidoo     | Co-Komponist               |
| 2002 | That’s the way Love Is         | Xavier Naidoo              | Co-Komponist, Co-Produzent |
| 2000 | The Power of the Sound         | Söhne Mannheims            | Co-Komponist, Co-Produzent |
| 2006 | Think It Over                  | Xavier Naidoo              | Co-Komponist, Co-Produzent |
| 2014 | This Is My Time                | Roger Cicero               | Co-Produzent               |
| 2009 | This Is Only a Beginning       | Söhne Mannheims            | Co-Komponist, Co-Produzent |
| 2004 | Traurige Lieder                | Söhne Mannheims            | Co-Komponist, Co-Produzent |
| 2002 | Tu me manques                  | Stress feat. Xavier Naidoo | Co-Komponist               |
| 2014 | Turn It into Something Special | Gregor Meyle               | Co-Produzent               |

## U
| Jahr | Titel                            | Interpret                 | Funktion                   |
| ---- | -------------------------------- | ------------------------- | -------------------------- |
| 2002 | Über den Wolken                  | Xavier Naidoo             | Co-Produzent               |
| 2001 | Über sieben Brücken mußt du gehn | Aki & Naidoo              | Co-Produzent               |
| 2013 | Um jeden Preis                   | Tim Bendzko feat. Xavas   | Co-Komponist               |
| 2005 | Und                              | Xavier Naidoo             | Co-Komponist               |
| 2009 | Und was wird nun                 | Xavier Naidoo             | Co-Komponist               |
| 2004 | Und wenn ein Lied                | Söhne Mannheims           | Co-Komponist, Co-Produzent |
| 2008 | Und wenn ein Lied                | Adoro                     | Co-Komponist               |
| 2014 | Und wenn ein Lied                | Sing meinen Song Allstars | Co-Komponist, Co-Produzent |

## V
| Jahr | Titel                                                    | Interpret       | Funktion                   |
| ---- | -------------------------------------------------------- | --------------- | -------------------------- |
| 2004 | Vater unser                                              | Söhne Mannheims | Komponist, Co-Produzent    |
| 2009 | Verschieden                                              | Xavier Naidoo   | Co-Komponist               |
| 2004 | Vielleicht                                               | Söhne Mannheims | Co-Komponist, Co-Produzent |
| 2009 | Vizions                                                  | Söhne Mannheims | Co-Komponist, Co-Produzent |
| 2000 | Volle Kraft voraus                                       | Söhne Mannheims | Co-Komponist, Co-Produzent |
| 2004 | Von Anfang an dabei (Lied eines Palästinensers/Israelis) | Söhne Mannheims | Co-Komponist, Co-Produzent |

## W
| Jahr | Titel                                           | Interpret                             | Funktion                   |
| ---- | ----------------------------------------------- | ------------------------------------- | -------------------------- |
| 2012 | Wage es zu glauben                              | Xavas                                 | Co-Komponist               |
| 2008 | Wann                                            | Xavier Naidoo feat. Cassandra Steen   | Co-Komponist               |
| 2011 | Was bringt unsere Liebe um?                     | Kitty Kat feat. Xavier Naidoo         | Co-Komponist               |
| 2008 | Was hab ich dir angetan?                        | Kool Savas                            | Co-Komponist               |
| 2009 | Was hab ich falsche gemacht?                    | Xavier Naidoo                         | Co-Komponist               |
| 2005 | Was wir alleine nicht schaffen                  | Xavier Naidoo                         | Co-Komponist               |
| 2010 | Was wir alleine nicht schaffen                  | Scala & Kolacny Brothers              | Co-Komponist               |
| 2016 | Weck mich auf 2016                              | Xavier Naidoo                         | Co-Produzent               |
| 2019 | Welt                                            | Xavier Naidoo feat. Kontra K          | Co-Komponist               |
| 2002 | Wenn du es willst (Mir sind die Hände gebunden) | Xavier Naidoo                         | Co-Komponist, Co-Produzent |
| 2009 | Wenn du mich hören könntest                     | Söhne Mannheims                       | Co-Komponist, Co-Produzent |
| 2004 | Wenn du schläfst                                | Söhne Mannheims                       | Co-Komponist, Co-Produzent |
| 2012 | Wenn es Nacht ist                               | Xavas                                 | Co-Komponist               |
| 2014 | Wenn es um Liebe geht                           | Söhne Mannheims                       | Co-Komponist               |
| 2011 | Wenn ich die Liebe nicht finde                  | Söhne Mannheims                       | Co-Komponist, Co-Produzent |
| 2002 | Wenn ich schon Kinder hätte                     | Xavier Naidoo feat. Curse             | Co-Komponist, Co-Produzent |
| 2015 | Wenn sie diesen Tango hört                      | Wirtz                                 | Co-Produzent               |
| 2002 | Wer weiss schon was der Morgen bringt           | Xavier Naidoo                         | Co-Komponist, Co-Produzent |
| 2009 | Wild vor Wut                                    | Xavier Naidoo feat. Naturally 7       | Co-Komponist, Co-Produzent |
| 2011 | Wir                                             | Söhne Mannheims                       | Co-Komponist, Co-Produzent |
| 2002 | Wir gehören zusammen                            | Xavier Naidoo                         | Co-Komponist, Co-Produzent |
| 2000 | Wir haben allen Göttern abgeschwor’n            | Söhne Mannheims                       | Co-Komponist, Co-Produzent |
| 2002 | Wir haben alles Gute vor uns                    | Xavier Naidoo                         | Co-Komponist, Co-Produzent |
| 2000 | Wir haben euch noch nichts getan                | Söhne Mannheims                       | Co-Komponist, Co-Produzent |
| 2014 | Wir leisten es gern                             | Söhne Mannheims                       | Co-Komponist               |
| 2009 | Wir sind verrückt                               | Söhne Mannheims                       | Co-Komponist, Co-Produzent |
| 2009 | Wir wehr’n uns                                  | Söhne Mannheims                       | Co-Komponist, Co-Produzent |
| 2006 | With You                                        | Majestic 12 feat. Xavier Naidoo       | Co-Komponist               |
| 2002 | Wo driften wir hin?                             | Xavier Naidoo                         | Co-Komponist, Co-Produzent |
| 2005 | Wo komme ich her?                               | Xavier Naidoo                         | Co-Komponist               |
| 2012 | Wo sind sie jetzt?                              | Xavas                                 | Co-Komponist, Co-Produzent |
| 2001 | Wo willst du hin?                               | Xavier Naidoo                         | Co-Komponist, Co-Produzent |
| 2008 | Wo willst du hin?                               | Rhythms Del Mundo feat. Xavier Naidoo | Co-Komponist               |
| 2009 | Wo willst du hin?                               | Michelle Halbheer                     | Co-Komponist               |
| 2014 | Wo willst du hin?                               | Roger Cicero                          | Co-Komponist, Co-Produzent |
| 2014 | Wo willst du hin?                               | Adoro                                 | Co-Komponist               |
| 2013 | Woran kann ich den Menschen erkennen?           | Xavier Naidoo                         | Co-Komponist               |

## X
| Jahr | Titel      | Interpret | Funktion     |
| ---- | ---------- | --------- | ------------ |
| 2012 | X.A.V.A.S. | Xavas     | Co-Komponist |

## Z
| Jahr | Titel               | Interpret                    | Funktion                   |
| ---- | ------------------- | ---------------------------- | -------------------------- |
| 2005 | Zeilen aus Gold     | Xavier Naidoo                | Co-Komponist               |
| 2012 | Zeitreise           | Unheilig feat. Xavier Naidoo | Co-Komponist               |
| 2014 | Zieh die Schuh’ aus | Sasha                        | Co-Produzent               |
| 2004 | Zionoizion          | Söhne Mannheims              | Co-Komponist, Co-Produzent |
| 2014 | Zuckerpuppen        | Sarah Connor                 | Co-Produzent               |
| 2004 | Zurück zu dir       | Söhne Mannheims              | Co-Komponist, Co-Produzent |